# غاري دونلي
غاري دونلي (بالإنجليزية: Gary Donnelly) مواليد 3 يونيو 1962 في أريزونا، الولايات المتحدة، هو لاعب كرة مضرب أمريكي سابق بدأ مسيرته كمحترف سنة 1983 وكان يلعب باليد اليمنى، اعتزل اللعب في 2000. أعلى تصنيف له في الفردي كان المركز الـ 48 في سنة 1986. أعلى تصنيف له في الزوجي كان المركز الـ 16 في سنة 1986.

## روابط خارجية
- غاري دونلي على موقع رابطة محترفي التنس (الإنجليزية)
- غاري دونلي على موقع الاتحاد الدولي لكرة المضرب (الإنجليزية)
- غاري دونلي على موقع خلاصة التنس.كوم (الإنجليزية)